# Interlingua (IALA)
Pour les articles homonymes, voir Interlingua.
Ne doit pas être confondu avec Interlingue ou Interlingua de Peano.
L'interlingua est une langue construite élaborée par l'International Auxiliary Language Association (IALA).
La construction de l'interlingua par l'IALA débuta en 1924 et fut achevée en 1951. L'un des principaux contributeurs a été Alexander Gode, auteur d'un précis grammatical, d'un dictionnaire interlingua-anglais et d'un ouvrage d'introduction à la langue intitulé Interlingua a Prime Vista, on peut également citer comme collaborateurs Otto Jespersen, Edward Sapir et André Martinet, ainsi que Clark Stillman (en) avec qui Alexander Gode publia la langue.
Le vocabulaire de l'interlingua est emprunté essentiellement aux langues romanes ainsi qu'à l'anglais, du fait qu'une grande partie du vocabulaire de ce dernier est d'origine romane. La grammaire est également inspirée de ces langues mais avec des simplifications.
Il existe aujourd'hui une Union mondiale pour l'interlingua (Union Mundial pro Interlingua), qui compte des adhérents dans le monde entier, et une Union interlinguiste de France. On trouve aussi une littérature en interlingua, ainsi que des sites Web et des revues.

## Classement
L'interlingua fait partie des langues construites dites naturalistes – c'est-à-dire que ces dernières reproduisent les irrégularités des langues naturelles. À ce titre, elle est souvent présentée, avec l'Occidental d'Edgar von Wahl, comme l'un des exemples de naturalisme les plus poussés. Ainsi, par exemple, l'interlingua comporte-t-elle des verbes et des pluriels irréguliers.

## Locuteurs
L'interlingua est la deuxième langue construite à avoir survécu à l'épreuve du temps après l'espéranto, bien que son succès soit relatif, car elle ne compte que quelques milliers de locuteurs, soit très loin derrière l'espéranto, parlé  lui dans 120 pays à travers le monde.
C'est également la langue naturaliste ayant eu le plus de succès.

## Principe
Le principe se base sur le fait qu'il existe un vocabulaire international, d'origine gréco-latine, compris dans le monde entier[réf. souhaitée], il suffirait de l'employer pour se faire comprendre partout.
Ce principe se heurte à la réalité ; par exemple, l'utilisation du terme « emer », du latin emere pour « acheter », n'était clair que pour peu de gens ; aussi, on lui préfère désormais « comprar », qui est clair pour les hispanophones, les lusophones, les italophones, les occitanophones et les catalanophones.
Une solution serait de procéder comme autrefois pour les thèmes latins où l'on n'avait le droit d'employer que les mots utilisés par Cicéron et César : on usait de périphrases, dont les plus courantes étaient recensées dans les dictionnaires. On pourrait donc traduire acheter par « acquirer per moneta » mais au prix d'un alourdissement de la langue.[réf. nécessaire] De ce fait, l'expressivité de l'interlingua peut parfois se rapprocher des langues minimales.
Alexander Gode, le fondateur de l'interlingua, avait en tête le modèle du Hochdeutsch (allemand standard), allemand commun artificiel créé par la chancellerie impériale à partir des formes les plus communes et que Luther a promu au rang de langue littéraire en l'employant pour la traduction de sa Bible. Mais, jusqu'ici, il n'existe pas en interlingua d'écrivain reconnu par la communauté linguistique comme un modèle à imiter. Alors que la Plena Analiza Gramatiko (Grammaire analytique complète) des espérantophones Kalocsay et Waringhien a pu être comparée au Grevisse par sa façon de proposer un bon usage en s'appuyant sur les grands maîtres qu'étaient Zamenhof ou Kabe, jamais une telle tentative n'a eu lieu en interlingua. Mais, dès les années 1960, Pierre Burney faisait remarquer que cette situation était voulue : dans l'esprit de son fondateur, l'interlingua est une réalité qui existe déjà dans le vocabulaire commun des grandes langues de culture ; elle n'a donc pas besoin d'être créée, il faut seulement que le monde en prenne conscience. Imposer un mot ou une forme, alors qu'ils peuvent être faux, serait empêcher l'évolution progressive vers le résultat final. Au reste, Pierre Burney, en remarquant qu'on n'avait surtout pas voulu créer une Académie, évoquait un risque de dislocation de la langue et d'émiettement en dialectes.

## Buts et critiques
On a opposé par exemple la régularité de l’espéranto dans la formation des familles sémantiques de mots au désordre de l'interlingua : pour la série bœuf, vache, taureau, veau, étable l’espéranto offre bovo, bovino, virbovo, bovido, bovejo quand l'interlingua propose bove, vacca, tauro, vitello, boveria. À cela, les partisans de l'interlingua répondent que celui qui connaît une langue latine, un francophone par exemple, comprend d’emblée ces dernières formes, ou a intérêt à les apprendre puisqu’il les retrouvera dans des composés (comme « stabulation »). Cette dernière remarque explique que certains professeurs, en particulier en Suède, ont eu l’idée de remplacer l’étude du latin (pratiquement exclu de l’enseignement au cours des années 1960) par celle du vocabulaire gréco-latin, en se servant pour cela de l’interlingua. Il semble cependant que cette initiative ait été abandonnée.
On a reproché aussi à la grammaire d’être trop compliquée alors qu’elle s’efforce de suivre l’usage général des langues latines. C’est ainsi que dans la phrase « Si io habeva sapite io non haberea venite. » (« Si j’avais su je ne serais pas venu ») l’hypothèse s’exprime dans la principale par le conditionnel passé et dans la subordonnée par le plus-que-parfait, alors qu’en espéranto on emploiera dans les deux cas le fictif (conditionnel) : « Se mi scius, mi ne venus. ». Les partisans du naturalisme en interlinguistique ont soutenu qu’il fallait élaborer une sorte de langue romane commune sans songer au but, qu’ils jugeaient irréalisable, de réaliser une langue pour le monde entier (de Wahl avait appelé au départ son projet « occidental »). On pourrait dire la même chose pour le réfléchi employé à la place du passif : « iste vino debe beber se multo fresc » (« ce vin doit se boire très frais »).
Les difficultés de l’interlingua viennent surtout d’un conflit idéologique à la base entre ses partisans. Dès le début de l’espéranto, deux conceptions se sont affrontées : les uns, enthousiasmés par la perspective d’une fraternisation universelle, voyaient dans la nouvelle langue le moyen d’y parvenir ; les autres la considéraient uniquement comme un instrument qui permettrait aux savants du monde entier de communiquer entre eux. La crise de l’ido a précipité le départ des seconds qui ont été par la suite les premiers adhérents de l’occidental puis de l’interlingua : pour eux, et Meillet leur fait écho, c’est une chimère que de vouloir construire un monde nouveau sur une langue nouvelle. Au fondement linguistique, Gode a ajouté une base historique en estimant que l’interlingua devait se développer peu à peu, à la manière du Hochdeutsch, qui n’était à l’origine qu’une langue commune élaborée par les chancelleries pour permettre aux différentes cours allemandes d’échanger des documents administratifs.
Peu à peu les premiers fondateurs ont été supplantés par d’anciens espérantistes que des raisons diverses avaient conduits à abandonner la langue de Zamenhof. Et l’on a vu s’introduire un néologisme comme coidealista (partisan du même idéal), calqué sur le samideano (partisan de la même idée) des espérantistes ; on a même essayé de créer un mouvement ouvrier a-national pour faire concurrence à la SAT-Amikaro. On peut voir dans le manifeste de Gode Cinque theses a clavar ad le portas de Babel une mise en garde contre ces déviations, mais il semble ne pas avoir été compris et le site de l’UMI l’a fait disparaître.
À l'origine de l'interlingua, ses créateurs pouvaient espérer être soutenus financièrement pendant un temps suffisamment long, et c'était le cas vers la fin des années 1940, lorsque madame Morris était le mécène de l'IALA ; mais, convertie au catholicisme, elle s'est désintéressée du projet. Pris de court, Gode a publié la langue dans l'état où elle était. Selon d'autres sources, c'est la mort de madame Morris qui, en interrompant le financement, a accéléré la mise au point et la publication de la langue.

### Nombre de mots
L'interlingua dispose de beaucoup de synonymes — comme die et jorno pour « jour » ; ou gorga, gurgite et jugulo pour « gorge ».

### Utilisabilité
La grande majorité de son vocabulaire est d’origine romane (et beaucoup de mots grammaticaux furent repris directement du latin), auxquels s’ajoutent des mots issus du russe ou de l’allemand. L’interlingua se destinerait plutôt pour l’intelligentsia européenne, ce qui semble être le cas vu que la langue est aujourd’hui utilisée essentiellement pour des articles scientifiques, notamment de médecine.
Cela est confirmé par Henri Masson pour qui l'interlingua n'est pas une langue suffisamment expressive : « L’erreur de Gode est d’avoir cru à l’intérêt d’une langue qu’il destinait en fait surtout à la communication scientifique pour un usage passif (compréhension orale et écrite, par exemple pour des résumés d’articles scientifiques) et non actif (expression orale et écrite). Or, l’usage essentiel d’une langue internationale digne de ce nom est l’équilibre entre l’usage passif et actif. ».

## Caractéristiques

### L'alphabet et la prononciation
| Lettre | Même son en français | Alphabet phonétique international |
| ------ | --- | --------------------------------- |
| a      | chat | /a/                               |
| b      | balle | /b/                               |
| c      | - variable si suivi de e, i, y se prononce ts comme tsar en français (sauf dans certains cas où il se prononcera ss comme dans russe) - variable si suivi de a, o, u ou d'une consonne, se prononce comme dans le français cartable ; cependant il arrive parfois que le digraphe ch se prononce comme dans le français chat | /k/, /t͡s/~/t͡ʃ/                    |
| d      | dodo | /d/                               |
| e      | è comme dans extraordinaire | /e/                               |
| f      | faire | /f/                               |
| g      | - gare sauf si suivie de e, i se prononce parfois comme dans jeux - suivie du i et d'une autre voyelle peut parfois se prononcer comme dans jeux | /g/, /ʒ/                          |
| h      | se prononce comme dans l'anglais home ou ne se prononce pas ; il est silencieux après r et t | /h/~∅                             |
| i      | comme dans le français ici ; cependant, si le i n'est pas accentué et qu'il est suivi d'une voyelle, il se prononce comme ille dans fouille | /i/, /j/                          |
| j      | comme le français jeux, mais parfois se prononce dj ou ille respectivement, comme dans Djibouti et fouille | /ʒ/                               |
| k      | comme le français cavalier | /k/                               |
| l      | Lolita | /l/                               |
| m      | maman | /m/                               |
| n      | nuit | /n/                               |
| o      | rose | /o/                               |
| p      | papa | /p/                               |
| q      | coq (la lettre en interlingua est toujours suivie d'un u) | /k/                               |
| r      | russe | /r/                               |
| s      | suisse ; parfois, entre 2 voyelles, se prononce comme dans rose | /s/, /z/                          |
| t      | tata ; cependant, si suivi d'un i, se prononce tsi ou si | /t/                               |
| u      | comme ou dans route | /u/                               |
| v      | votre | /v/                               |
| w      | comme ou dans les mots anglais et comme v dans les mots allemands | /w/                               |
| x      | extérieur (ks), entre deux voyelles, se prononce parfois comme dans examen (gz) | /ks/~/gz/                         |
| y      | quand suivie d'une voyelle, se prononce comme le y dans mayonnaise ; autrement se prononce comme dans mythe | /i/, /j/                          |
| z      | zapper | /z/                               |

Il convient de noter que les mots importés conservent leur prononciation et leur écriture d'origine — par exemple defait, kümmel, chec (ʧek).

### L'accent
Théoriquement, il tombe sur l'avant dernière syllabe ; cependant, il arrive qu'il tombe sur la première dans beaucoup de mots ; il n'y a aucun moyen de le connaître, il faut apprendre les mots par cœur.

### Dérivabilité

#### L'article
L'article défini est le. Il est invariable en genre et en nombre, cependant il se contracte avec les articles a et de respectivement en al et del.
L'article indéfini est un.

#### Les noms
Le pluriel se fait en rajoutant un s à la fin des mots se finissant par une voyelle, si le mot se finit par une consonne, le pluriel se fera avec es, cependant les mots qui se finissent en c feront leur pluriel en rajoutant hes aux mots singuliers, pour conserver la prononciation /k/ :
- melodia → melodias
- generation → generationes
- artichoc → artichoches

L'interlingua n'a pas de genre grammatical contrairement aux langues romanes (plus qu'un seul article défini), par conséquent les terminaisons caractéristiques d'un genre en latin ou dans les langues romanes ne sont plus signifiantes ici.

#### Adjectif/adverbe
Les adjectifs sont invariables et peuvent se placer avant ou après le nom qu'ils modifient.
Les adverbes sont créés à partir des adjectifs sur lesquels on vient mettre mente à la fin sauf si l'adjectif se finit par c on ajoutera amente à la fin.

#### Les comparatifs

##### Le comparatif relatif
On utilise le terme de comparaison (minus/tanto/plus) + le terme de la comparaison + (que/commo) ; par exemple :
Fafa es minus intelligente que Howard. Fafa est moins intelligente que Howard
Fafa es tanto intelligente como Howard. Fafa est aussi intelligente que Howard
Fafa es plus intelligente que Howard. Fafa est plus intelligente que Howard

##### Le comparatif absolu
Fafa ha le minus blanc dentes ex omne.
Fafa ha le plus verde dentes ex omne.

#### Les pronoms
| Nombre    | Personne     | Genre               | Nominatif | Préposition | Accusatif | Relatif | Possessif avant le nom | Possessif après le nom |
| --------- | ------------ | ------------------- | --------- | ----------- | --------- | ------- | ---------------------- | ---------------------- |
| Singulier | 1re personne | masculin ou féminin | io        | me          | me        | me      | mi                     | mie                    |
| Singulier | 2e personne  | masculin ou féminin | tu        | te          | te        | te      | tu                     | tue                    |
| Singulier | 3e personne  | masculin            | ille      | ille        | le        | se      | su                     | sue                    |
| Singulier | 3e personne  | féminin             | illa      | illa        | la        | se      | su                     | sue                    |
| Singulier | 3e personne  | neutre              | illo, il  | illo, il    | lo        | se      | su                     | sue                    |
| Pluriel   | 1re personne | masculin ou féminin | nos       | nos         | nos       | nos     | nostre                 | nostre                 |
| Pluriel   | 2e personne  | masculin ou féminin | vos       | vos         | vos       | vos     | vostre                 | vostre                 |
| Pluriel   | 3e personne  | masculin            | illes     | illes       | les       | se      | lor                    | lore                   |
| Pluriel   | 3e personne  | féminin             | illas     | illas       | las       | se      | lor                    | lore                   |
| Pluriel   | 3e personne  | neutre              | illos     | illos       | los       | se      | lor                    | lore                   |

#### Les verbes
| Temps/mode | Équivalent français | Interlingua | Particularités                                  |
| --- | ------------------- | ----------- | ----------------------------------------------- |
| Infinitif | tirer               | tirar       | —                                               |
| Participe passé | tiré                | tirate      | verbes en -er: saper → sapite                   |
| Participe présent | tirant              | tirante     | verbes en -ir: sentir → sentiente               |
| Impératif (et radical) | tire !              | tira!       | —                                               |
| Présent | je tire             | io tira     | exceptions : esser → es, haber → ha, vader → va |
| Passé | je tirais           | io tirava   | (alternative : io va tirar)                     |
| Futur | je tirerai          | io tirara*  | (alternative : io velle tirar)                  |
| Conditionnel | je tirerais         | io tirarea* | —                                               |
| NB : les formes tirara et tirarea (et toutes les verbes aux mêmes temps) sont prononcées avec l'accent sur la terminaison : tirará, tiraréa |                     |             |                                                 |

Les temps composés se forment avec haber
| Temps              | Équivalent français | Interlingua       | Particularités                     |
| ------------------ | ------------------- | ----------------- | ---------------------------------- |
| Passé composé      | j'ai tiré           | io ha tirate      | même valeur que le passé io tirava |
| Plus que parfait   | j'avais tiré        | io habeva tirate  | —                                  |
| Futur antérieur    | j'aurai tiré        | io habera tirate  | —                                  |
| Conditionnel passé | j'aurais tiré       | io haberea tirate | —                                  |

Le passif se forme avec  esser
| Temps                                                                                      | Équivalent français | Interlingua       |
| ------------------------------------------------------------------------------------------ | ------------------- | ----------------- |
| Présent                                                                                    | je suis tiré        | io es tirate      |
| Passé                                                                                      | j'étais tiré        | io esseva tirate  |
| Futur                                                                                      | je serai tiré       | io essera tirate  |
| Conditionnel                                                                               | je serais tiré      | io esserea tirate |
| Les temps passifs composés sont possibles, par exemple : io ha essite tirate j'ai été tiré |                     |                   |

Les verbes esser, haber, et vader ont des formes alternatives qui peuvent être employées à la place des formes régulières. Elles sont strictement équivalentes, et les formes régulières ne sont aucunement considérées comme fautives.
| Temps/mode                                                                 | esser           | vader          |
| -------------------------------------------------------------------------- | --------------- | -------------- |
| Présent pluriel                                                            | son (es)        | —              |
| Passé                                                                      | era (esseva)    | iva (vadeva)   |
| Futur                                                                      | sera (essera)   | ira (vadera)   |
| Conditionnel                                                               | serea (esserea) | irea (vaderea) |
| Impératif/Subjonctif                                                       | sia (esse)      | —              |
| NB : les formes régulières, équivalentes, sont rappelées entre parenthèses |                 |                |

#### Les nombres
Les chiffres de 1 à 9 sont : un, duo, tres, quatro, cinque, sex, septe, octo, nove,
Pour les dizaines, il faut rajouter nta, mais si le chiffre se finit en o ou e, ces derniers se transforment en a (ex septe→septanta et pas septenta)
exception 10 = dece, 20 = vinti, 100 = cento, 1000 = mille

## Littérature
Avec le temps, des œuvres plus créatives ont vu le jour. Dans les années 1960, Eric Ahlström a traduit et publié des fictions courtes en interlingua. Sven Collberg, un écrivain suédois, en est devenu l’un des auteurs les plus actifs, écrivant et traduisant de nombreux poèmes et récits.
Dans les années 1970 et 1980, davantage d’œuvres originales et de traductions ont été publiées, y compris des contes de fées et de la poésie. Des traductions d’auteurs classiques comme Hans Christian Andersen, Carlo Goldoni et John Bunyan ont également été réalisées dans les années 1990.
Ces dernières années, de nouveaux auteurs comme Vicente Costalago et Eduardo Ortega ont continué à écrire et à traduire des œuvres littéraires en interlingua, montrant que cette langue est encore utilisée aujourd’hui pour l’écriture créative.

## Exemple de textes en interlingua
Écouter la lecture de l'article de Wikipedia en interlingua sur Apollon, version de juillet 2009

## Les cinq thèses d'Alexander Gode
Pour essayer de connaître la pensée exacte de Gode, il convient de lire ses Cinque theses a clavar ad le portas de Babel :
1. L'idée d'une langue universelle ne survit plus aujourd'hui que dans les conceptions fausses de personnes incultes (in le conceptiones false de personas inculte) ; c'est que les différences fondamentales entre les langues sont d'abord des différences dans les modèles conceptuels et non dans la forme des mots (le differentias fundamental inter le linguas son primemente differentias in le patronos conceptual, non in le formas del parolas). S'efforcer de fournir à l'humanité un outil commun de communication, c'est donc fuir des problèmes difficiles en se réfugiant dans des solutions impossibles (fugir de problemas difficile per refugiar se in solutiones impossibile).
2. Il est absurde d'argumenter contre l'espéranto en disant qu'il serait inefficace, peu pratique ou répugnant (es absurde arguer contra esperanto per dicer que illo es inefficace, non practic, o repulsive) ; aucune langue n'est répugnante en elle-même et il est prouvé jusqu'à l'évidence qu'on peut parfaitement en espéranto non seulement tenir une conversation mais se faire la cour et se marier (facer le corte e maritar se). Le problème c'est que l'espéranto est resté jusqu'ici une langue d'initiés ; bien sûr ces initiés ne cherchent pas à se cacher et rêvent au contraire au jour où leur langue sera enseignée dans le monde entier comme langue seconde, mais cela ne pourrait se faire que par un décret autoritaire d'une assemblée mondiale dotée de tous les pouvoirs ou par la sagesse bienveillante d'un dictateur mondial (per decreto; per le decision de un assemblea mundial de plenipotentiarios ; per le benevolentia sapiente de un dictator mundial). Or dans le domaine de l'intelligence et de l'esprit, où plongent les racines des langues, il est impossible de réaliser par des décrets autoritaires un projet révolutionnaire. Les opérations du monde de l'esprit constituent une économie libérale où les plans administratifs peuvent guider et diriger mais jamais contraindre (in le dominio del intellecto e del spirito, ubi son le radices del lingua, il est impossibile realisar per decretos un plano revolutionari. Le operationes del mundo spiritual constitue un economia libere ubi le planos administrative pote guidar e diriger mais non jammais compeller).
3. La prétention de l'espéranto ou même de l'interlingua de vouloir déloger l'anglais de la position qu'il occupe comme langue internationale ne fait pas penser au combat de David contre Goliath mais à la grenouille qui veut se faire aussi grosse que le bœuf. La prééminence de l'anglais n'est due à aucun mérite propre à la langue, mais elle est bien établie et il est probable qu'elle le restera ; cependant, il ne s'agit pas d'un monopole.
4. C'est le progrès scientifique et technologique qui a multiplié les contacts entre les peuples au cours des cent cinquante dernières années ; or la science et la technologie sont nées en Occident, si bien que la langue de la science a un fondement et une origine occidentales. Cependant, les contributions ultérieures à ce progrès se sont faites dans un nombre croissant de langues, si bien que le besoin en traductions va s'accroître.
5. Comme les langues occidentales peuvent être considérées comme de simples variantes d'une langue commune, il est possible de s'exprimer dans cette langue commune d'une façon qui sera immédiatement comprise sans étude préalable par toute personne qui connaîtra une langue occidentale. C'est le rôle de l'interlingua.